# Alkenole
Alkenole, hydroksyalkeny – grupa nienasyconych alkoholi będących pochodnymi alkenów. Zbudowane są z łańcucha węglowego, do którego przyłączona jest jedna grupa hydroksylowa i zawierającego jedno wiązanie podwójne pomiędzy atomami węgla. Wzór ogólny alkenoli to C
nH
2n−1OH.